# Manuel González-Hontoria y Fernández Ladreda
Manuel González-Hontoria y Fernández Ladreda (Trubia, Oviedo, 31 de gener de 1878 - Madrid, 1954) fou un advocat i polític asturià, ministre d'Estat durant el regnat d'Alfons XIII.

## Biografia
Nascut el 31 de gener de 1878 a Trubia, era fill del Mariscal de Camp i Brigadier de l'Armada Espanyola José González Hontoria. Fou diputat per Alcoi pel sector romanonista del Partit Liberal a les eleccions generals espanyoles de 1916, 1918 i 1919, on vencé el republicà Juan Botella Asensi amb suport dels carlins i integristes. A les eleccions generals espanyoles de 1920 es presentà pel Partit Conservador maurista, però fou vençut pel romanonista Joaquim Salvatella i Gibert. En 1921 va passar al Senat com a senador vitalici. Va ser també Gentilhome de cambra amb exercici del Rei Alfonso XIII.
Va ser ministre d'Estat entre el 15 d'abril i el 20 de juliol de 1919, en un govern presidit per Antoni Maura cartera que tornaria a ocupar entre el 14 d'agost de 1921 i el 8 de març de 1922 en un nou gabinet Maura.
Com a diplomàtic va participar en la Conferència d'Algesires (1906), i en la negociació del tractat hispano-francès de 1912. És autor d'un Tratado de Derecho Internacional i El protectorado francés en Marruecos.
Després de la Guerra Civil Espanyola va formar part del comitè monàrquic fundat al març de 1943 per promoure la causa del pretendent al tron Joan de Borbó enfront del general Franco que es negava a abandonar el poder i donar pas a la restauració de la monarquia.